# Бардолино (винодельческий субрегион)
Винодельческая зона Бардолино находится в регионе Венето на северо-востоке Италии, между зонами Вальполичелла и Гарда. Местные вина имеют некоторую схожесть со своими знаменитыми соседями — винами Вальполичелла и Вальполичелла Супериоре. Они изготавливаются из тех же сортов винограда: Корвина, Рондинелла, Молинара. Но красные вина Бардолино более лёгкие, мягкие и светлые.
Под наименованием «Бардолино»могут производиться не только красные вина, но и розовые — Кьяретто. Кьяретто может выпускаться также в игристом варианте. В зоне Бардолино есть DOCG — право на этот статус получили сухие красные вина Бардолино Супериоре.